# Сибур, Мари Доминик Огюст
Мари́ Домини́к Огю́ст Сибу́р (фр. Marie Dominique Auguste Sibour; 4 августа 1792, Сен-Поль-Труа-Шато, Франция — 3 января 1857, Париж, Франция) — французский прелат. Архиепископ Парижа с 24 июля 1849 по 3 января 1857. Архиепископ Сибур был убит за свои доктринальные воззрения священником Жаном-Луи Верже.

## Биография
Принял священнический сан в Риме в 1818 г., был переведён в Нимский собор в 1822 г., откуда в 1837 г. временно управлял всем диоцезом. В 1839 г. назначен епископом города Динь. В связи с революционными потрясениями переведён на освободившийся пост архиепископа Парижского: его предшественник на кафедре Афр был застрелен. В 1853 г. обвенчал Наполеона III с Евгенией Монтихо.
Когда в третий день 1857 года прелат служил новенну в храме Сент-Этьен-дю-Мон, на него набросился с ножом священник Верже. Присутствовавший при этом Элифас Леви свидетельствует, что Верже кричал: «Пора покончить с богинями!», выражая тем самым несогласие с принятым незадолго до этого догматом о непорочном зачатии Девы Марии (который Сибур в принципе не одобрял).
Последующее расследование установило, что Сибур велел отстранить Верже от совершения богослужений за ряд нарушений, в том числе связанных с нежеланием клирика чтить закон целибата.